# アトリ

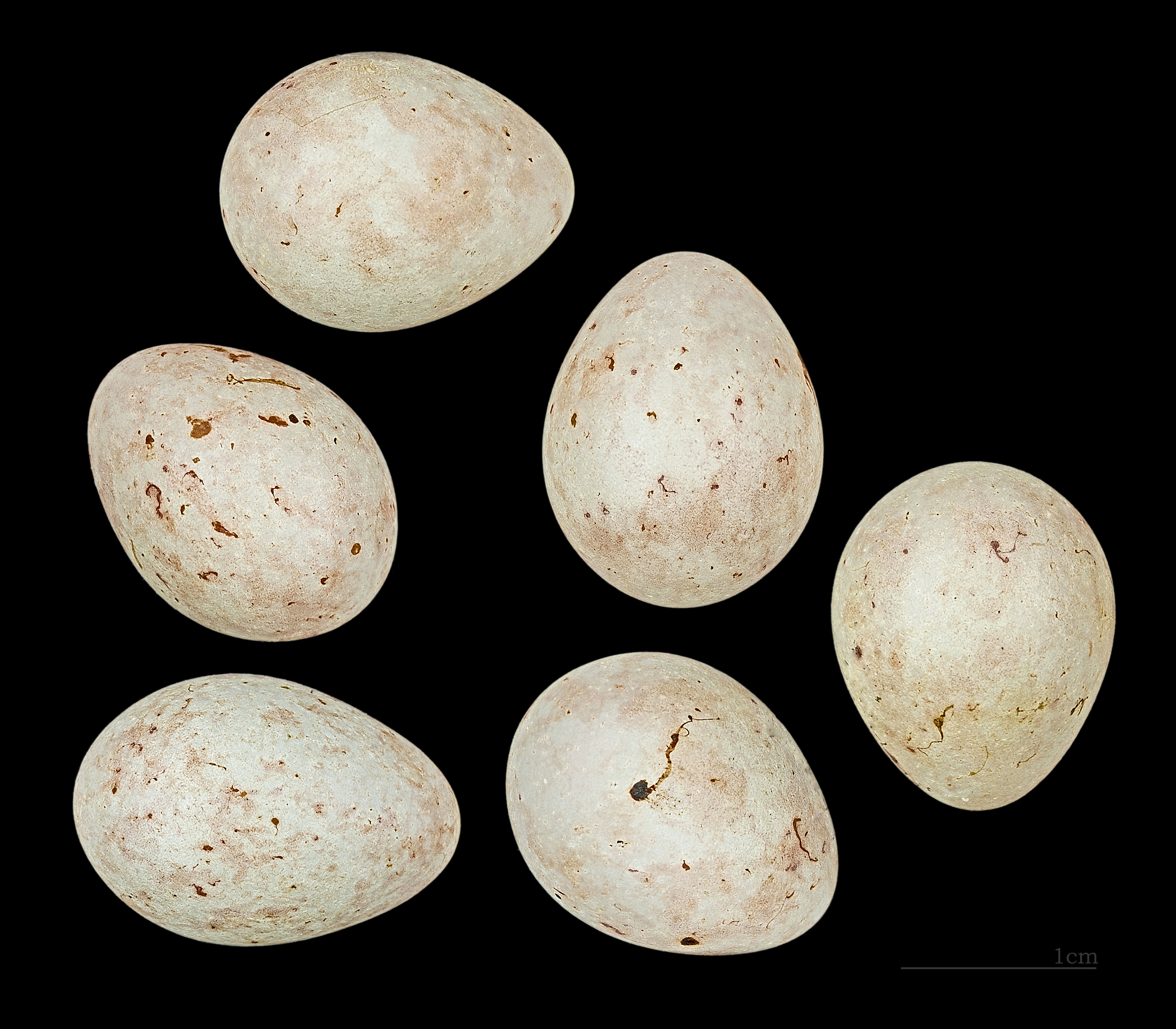
Fringilla montifringilla

アトリ（獦子鳥、花鶏、学名：Fringilla montifringilla）は、鳥綱スズメ目アトリ科アトリ属に分類される鳥類の一種。

## 分布
ユーラシア大陸北部の亜寒帯で繁殖し、冬季は北アフリカ、ヨーロッパから中央アジア、中国、朝鮮半島に渡りをおこない、越冬する。
日本には冬鳥として秋にシベリア方面から渡来する。主に日本海より山形県や富山県などに飛来した後、各地に散らばる。渡来する個体数は年による変化が大きい。

## 形態
全長16cm。黄褐色を基調に黒、白を加えた羽色をもち、特に胸部の羽毛は橙褐色で目立つ。オスの夏羽は頭部が黒い。メスおよびオスの冬羽の頭部は褐色であり、メスはオスより色が薄い。

## 生態
山麓の森林や農耕地に生息する。昼行性で昼間は小規模な群れで生活するが、夜は集団で休む。日本においては渡来直後や繁殖地への渡去直前に、数千羽から数万羽になる大群を作ることがある。
食性は雑食性で、植物の果実や種子のほか、昆虫類や節足動物を食べる。

## 人間との関係
秋に飛来するので、戦前は穀物に害を与える害鳥とされていた。いっぽう、古くから岐阜県恵那地方ではツグミと並んで食用として重視され、かすみ網で捕らえられては焼き鳥などで食されたものの、戦後にかすみ網が禁止されたため、猟は下火となった。